# Heterotropus aegyptiacus
Heterotropus aegyptiacus är en tvåvingeart som beskrevs av Paramonov 1929. Heterotropus aegyptiacus ingår i släktet Heterotropus och familjen svävflugor. Inga underarter finns listade i Catalogue of Life.